# Sondage vésical
 (décembre 2023).
Si vous disposez d'ouvrages ou d'articles de référence ou si vous connaissez des sites web de qualité traitant du thème abordé ici, merci de compléter l'article en donnant les références utiles à sa vérifiabilité et en les liant à la section « Notes et références ».

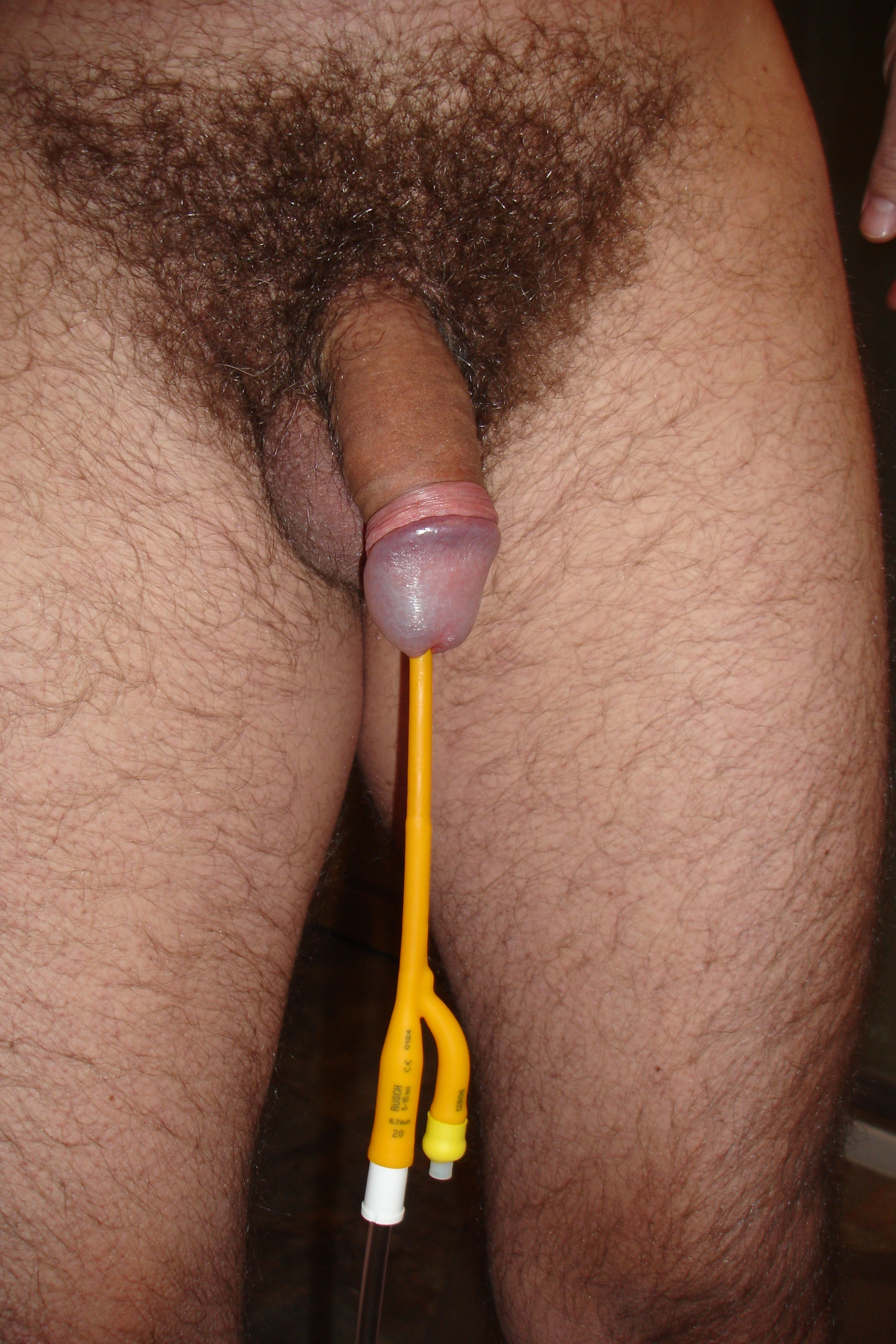
Foley catheter CH 20 - 02

Le sondage vésical (ou sondage urinaire) est un acte médical et infirmier (sur prescription médicale) consistant à introduire une sonde par le méat urinaire et remontant jusqu’à la vessie en suivant le trajet de l’urètre. Cette sonde est appelée sonde vésicale ou sonde urinaire. Le sondage vésical à demeure signifie que la sonde vésicale sera laissée en place un certain temps, en fonction de l’indication. Un sondage vésical en système clos signifie que la sonde forme avec le sac collecteur d’urine un ensemble qui ne doit pas être dissocié. Le sac collecteur d’urine étant vidangé via un robinet posé sur le sac lui-même.
De la médecine à la chirurgie en passant par l’obstétrique, les indications sont nombreuses et variées. C’est donc un geste transversal pratiqué régulièrement. Les techniques modernes de récupération rapide après chirurgie font toutefois que l'utilisation de la sonde vésicale n'est plus systématique. Elle doit donc être évaluée au cas par cas et limitée dans le temps pour réduire les douleurs, les risques infectieux et faciliter les déplacements du patient.

## Indications
Les deux indications principales sont :
- l'impossibilité d'uriner par les voies naturelle (rétention aiguë d'urine ou en préventif, en cas d'anesthésie générale prolongée) ;
- la nécessité de surveiller la diurèse (ou débit d'urines) lorsqu'on ne peut pas le faire autrement. C'est souvent le cas des patients hospitalisée en réanimation ou en unité de soins intensifs.

Les techniques modernes de récupération rapide après chirurgie font que l'utilisation de la sonde vésicale n'est plus systématique en chirurgie. Elle doit donc être évaluée au cas par cas et limitée dans le temps pour réduire les douleurs, les risques infectieux et faciliter les déplacements du patient.
Cependant, l'indication de la pose d'une sonde vésicale peut être élargie aux patients en fin de vie pour améliorer leurs qualités de vie, aux patients ayant un état tégumentaire très fragile (de type escarre) et aux patients ayant eu de lourdes opérations qui nécessitent le lit strict pendant plusieurs semaines.

## Réalisation du soin
Le sondage peut être simplement évacuateur, la sonde étant retirée peu après sa pose. Dans les autres cas, il est dit « à demeure ».

### La sonde vésicale
Il s'agit d'un conduit souple, en silicone ou matériel apparenté. Le conduit comporte deux passages:
Le plus étroit est destiné à l'injection d'eau pour gonfler un ballonnet (situé à l'extrémité distale de la sonde) qui, gonflé en place, permet de fixer la sonde en empêchant le risque d'extraction involontaire ou accidentelle, tandis que le passage principal permet l'évacuation de l'urine vers le bas par effet de gravité.
La sonde peut être « à double courant », avec deux lumières différentes, permettant l'irrigation et donc le nettoyage et/ou le rinçage de la vessie, par exemple en cas d'hémorragie vésicale.

### Technique de pose
La pose de sonde vésicale à demeure en système clos est un geste technique à risque infectieux. Ce geste doit donc se dérouler dans des conditions d’asepsie irréprochables. Le soin se compose de deux phases. 
La première est la toilette périnéale. Elle doit permettre la détersion de la zone périnéale, par l’action d’un savon doux ou d’un savon antiseptique.
La deuxième phase du soin, avant l’introduction de la sonde dans le méat urinaire, est l’installation d’un champ stérile perforé autour du méat du patient, et l’utilisation de gants stériles. Le soignant désinfecte alors le méat urinaire puis introduit la sonde vésicale associée en système clos avec le sac collecteur d’urine. Le sac collecteur d’urine doit ensuite être positionné en déclivité par rapport au patient pour éviter que le flux d’urine stagne ou ne retourne dans les voies urinaires. Enfin, la sonde étant un risque pour l’apparition d’infection urinaire il faut noter le jour de la pose.
C’est un acte infirmier sur prescription médicale. Il s’agit d’un geste invasif et dont le risque majeur est le risque infectieux et donc l’infection nosocomiale. C’est pourquoi il est nécessaire de porter une attention majeure à cet acte dans sa réalisation et la surveillance du dispositif.

## Incidents et accidents
La sonde peut être impossible à mettre en place. La solution alternative est dans ce cas la mise en place d'un cathéter sus-pubien.
Le sondage peut être traumatique et aboutir à une hématurie (urines rouges), le plus souvent transitoire.
Il peut aussi provoquer des sténoses (rétrécissement de l'urètre).
La sonde peut être responsable d'infections urinaires. Le risque peut atteindre 10 % pour les sondages inférieurs à 10 jours. L'infection urinaire ne pouvant être objectivée du point de vue du patient (absence d'anurie, douleurs mictionnelles), une technique consiste à observer la qualité des urines. Si une infection urinaire est présente, des urines floconneuses seront retrouvées dans le sac collecteur. 
Des lésions au niveau du méat urinaires peuvent survenir lors d'une traction prolongée et/ou une sonde trop grande. Les signes objectivés sont  douleurs, rougeur, chaleur, oèdemes, tuméfaction. La sonde devrait être retirée le plus rapidement possible pour éviter la propagation de germes.

## Législation

### En France
En France, ce soin est régi par le code de la santé publique, décret no 2004-802 du 29 juillet 2004 relatif aux parties IV et V du code de la Santé Publique, Article R. 4311-7 :
« L'infirmier ou l'infirmière est habilité à pratiquer les actes suivants soit en application d'une prescription médicale qui, sauf urgence, est écrite, qualitative et quantitative, datée et signée, soit en application d'un protocole écrit, qualitatif et quantitatif, préalablement établi, daté et signé par un médecin (...) alinéa 15 : Pose de sondes vésicales en vue de prélèvement d'urines, de lavage, d'instillation, d'irrigation ou de drainage de la vessie, sous réserve des dispositions du troisième alinéa de l'article R. 4311-10 alinéa 3 : Premier sondage vésical chez l'homme en cas de rétention. »